# شول (دشتستان)
شول، روستایی است از توابع بخش سعدآباد در شهرستان دشتستان استان بوشهر ایران.

## جمعیت
این روستا در دهستان وحدتیه قرار داشته و براساس سرشماری سال ۱۳۹۵ جمعیت آن ۳۳۸ نفر می‌باشد.